# 単伯昊生
単伯 昊生（ぜんはく こうせい）は、西周晩期の単の君主。姫姓で伯爵。名は昊生。出土文物に単伯昊生鍾があり、単伯昊生の実在が示されている資料となっている。

## 参考資料
- 単伯昊生鍾

| 単伯昊生 単の伯 不明 - 不明 |             |               |
| 先代 単伯                   | 単の伯 不明 | 次代 単伯原父 |